# Club Atlético de Madrid 1996-1997
Questa voce raccoglie le informazioni riguardanti il Club Atlético de Madrid nelle competizioni ufficiali della stagione 1996-1997.

## Stagione
Nella stagione 1996-1997 i colchoneros, campioni in carica, sono arrivati solo al quinto posto non riuscendo a bissare il trionfo dell'anno precedente. Registra inoltre il record negativo di gol subiti nei suoi 94 anni di storia. In Coppa del Re l'Atlético Madrid arriva ai quarti di finale, dove viene eliminato dal Barcellona, che poi vincerà il titolo. Anche in Champions League l'avventura dei madrileni finisce ai quarti, per opera dell'Ajax. La Supercoppa di Spagna vede ancora una volta la sconfitta dei rojiblancos contro il Barça.

## Maglie e sponsor
| Casa | Trasferta | Terza |

## Rosa
| N. |                       | Ruolo | Calciatore           |
| -- | --------------------- | ----- | -------------------- |
| 1  | Spagna (bandiera)     | P     | José Molina          |
| 2  | Spagna (bandiera)     | D     | Pablo Alfaro         |
| 3  | Spagna (bandiera)     | D     | Toni                 |
| 4  | Spagna (bandiera)     | D     | Roberto Solozábal    |
| 5  | Spagna (bandiera)     | D     | Juan Manuel López    |
| 6  | Spagna (bandiera)     | D     | Santiago Denia       |
| 7  | Argentina (bandiera)  | A     | Leonardo Biagini     |
| 8  | Spagna (bandiera)     | C     | Juan Vizcaíno        |
| 9  | Argentina (bandiera)  | A     | Juan Esnáider        |
| 10 | Jugoslavia (bandiera) | C     | Milinko Pantić       |
| 13 | Spagna (bandiera)     | P     | Ricardo López Felipe |
| 14 | Argentina (bandiera)  | C     | Diego Pablo Simeone  |

| N. |                       | Ruolo | Calciatore             |
| -- | --------------------- | ----- | ---------------------- |
| 15 | Spagna (bandiera)     | D     | Carlos Aguilera Martín |
| 17 | Spagna (bandiera)     | A     | Juan Carlos Gómez Díaz |
| 18 | Spagna (bandiera)     | C     | Roberto Fresnedoso     |
| 19 | Spagna (bandiera)     | A     | Kiko                   |
| 20 | Spagna (bandiera)     | D     | Geli                   |
| 21 | Spagna (bandiera)     | C     | José Luis Caminero     |
| 23 | Romania (bandiera)    | D     | Daniel Prodan          |
| 24 | Rep. Ceca (bandiera)  | C     | Radek Bejbl            |
| 25 | Brasile (bandiera)    | D     | Ivan Rocha             |
| 26 | Sudafrica (bandiera)  | C     | Quinton Fortune        |
| 27 | Jugoslavia (bandiera) | C     | Veljko Paunović        |

## Risultati

### Primera División

#### Girone di andata
| Arbitro: | Andradas Asurmendi |

|                       |           |  |
| Esnáider 46’ Kiko 49’ | Marcatori |  |

| Arbitro: | Llonch Andreu |

|                               |           |              |
| Nacho 28’ Ohen 64’ Viedma 90’ | Marcatori | 45’ Esnáider |

| Arbitro: | Fernandez Marin |

|  |           |                                  |
|  | Marcatori | 53’ Rivaldo 75’ Corentin Martins |

| Arbitro: | Gracia Redondo |

|  |           |                                  |
|  | Marcatori | 28’ Bejblo 45’ Esnáider 70’ Kiko |

| Arbitro: | Hernanz Angulo |

|                               |           |  |
| Toni 3’ Geli 57’ Caminero 90’ | Marcatori |  |

| Siviglia 3 ottobre 1996 6ª giornata | Siviglia  | 0 – 0 referto | Atlético Madrid | Ramón Sánchez-Pizjuán ( spett.)\| Arbitro: \| Díaz Vega \| |
| Arbitro:                            | Díaz Vega |               |                 |                                                            |

| Arbitro: | Puentes Leira |

|                            |           |                      |
| Juan Carlos 9’ Simeone 13’ | Marcatori | 1’ Alfonso 84’ Sabas |

| Arbitro: | López de la Fuente |

|                                      |           |              |
| Poyatos 37’ Vlaović 50’ C. López 90’ | Marcatori | 88’ Esnáider |

| Arbitro: | López Nieto |

|                 |           |                                         |
| Juan Carlos 88’ | Marcatori | 17’ Guilherme 46’ Andrijašević 70’ Cota |

| Arbitro: | Ansuátegui Roca |

|  |           |                |
|  | Marcatori | 77’ Roberto F. |

| Arbitro: | Prados García |

|                                       |           |  |
| Caminero 25’ Esnáider 73’, 86’ (rig.) | Marcatori |  |

| Arbitro: | Daudén Ibáñez |

|                                       |           |                                              |
| Pizzi 15’ L. Enrique 29’ Giovanni 78’ | Marcatori | 6’ Caminero 61’ Vizcaíno 73’ (rig.) Esnáider |

| Arbitro: | Gracia Redondo |

|                        |           |          |
| Caminero 47’ Santi 61’ | Marcatori | 80’ Javi |

| Arbitro: | Fernández Marín |

|  |           |                                                 |
|  | Marcatori | 30’ Vizcaíno 53’ Caminero 56’ (aut.) Santamaría |

| Arbitro: | Rodríguez Martel |

|              |           |  |
| Esnáider 22’ | Marcatori |  |

| Arbitro: | Barrenechea Montero |

|                |           |            |
| Exteberria 67’ | Marcatori | 40’ Pantić |

| Arbitro: | Díaz Vega |

|                             |           |                         |
| Fuentes 32’ (aut.) Kiko 62’ | Marcatori | 3’ Craioveanu 23’ Paula |

| Arbitro: | Japón Sevilla |

|                             |           |                                          |
| Juanito 79’ (rig.) Duré 90’ | Marcatori | 23’ Prodan 62’, 66’ Kiko 69’ Juan Carlos |

| Arbitro: | Carmona Méndez |

|                                                            |           |             |
| Caminero 1’ Paunović 36’ Kiko 44’, 63’ Esnáider 67’ (rig.) | Marcatori | 52’ Higuera |

| Arbitro: | Iturralde González |

|          |           |                                      |
| Kiko 32’ | Marcatori | 47’, 81’ Raúl 84’ Seedorf 90’ Víctor |

| Arbitro: | Mejuto González |

|                         |           |                                     |
| Jokanović 16’ Kodro 30’ | Marcatori | 13’ Pantić 51’ Esnáider 70’ Simeone |

#### Girone di ritorno
| Arbitro: | Daudén Ibáñez |

|              |           |            |
| Ratković 59’ | Marcatori | 83’ Prodan |

| Arbitro: | Llonch Andreu |

|                                                 |           |           |
| Caminero 31’ Bejbl 39’ Esnáider 55’, 64’ (rig.) | Marcatori | 29’ Mauro |

| Santiago di Compostela 16 febbraio 1997, ore 19:30 24ª giornata | Deportivo La Coruña | 0 – 0 referto | Atlético Madrid | San Lázaro (12 000 spett.)\| Arbitro: \| Díaz Vega \| |
| Arbitro:                                                        | Díaz Vega           |               |                 |                                                       |

| Arbitro: | Andradas Asurmendi |

|                       |           |  |
| Biagini 32’ Santi 66’ | Marcatori |  |

| Arbitro: | Puentes Leira |

|  |           |                       |
|  | Marcatori | 23’ Prodan 28’ Pantić |

| Arbitro: | Ansuátegui Roca |

|                            |           |                        |
| Caminero 22’, 24’ Kiko 46’ | Marcatori | 1’ José Mari 50’ Loren |

| Arbitro: | Hernanz Angulo |

|                       |           |                                   |
| Alfonso 36’, 53’, 90’ | Marcatori | 29’ Esnáider 66’ (aut.) Vidaković |

| Arbitro: | López de la Fuente |

|              |           |                                                    |
| Caminero 51’ | Marcatori | 8’ Ortega 26’ Eskurza 36’ José Ignacio 91’ Leandro |

| Arbitro: | Fernandez Marin |

|               |           |                              |
| Klimowicz 57’ | Marcatori | 86’ Prodan 88’ (rig.) Pantić |

| Arbitro: | Barrenechea Montero |

|                       |           |             |
| Caminero 10’ Kiko 40’ | Marcatori | 65’ D. Cano |

| Arbitro: | Japón Sevilla |

|                                         |           |              |
| Oli 3’, 21’ (rig.) I. Iglesias 25’, 45’ | Marcatori | 48’ Esnáider |

| Arbitro: | Daudén Ibáñez |

|               |           |                                                      |
| Kiko 14’, 63’ | Marcatori | 40’ de la Peña 42’, 58’, 75’ (rig.) Ronaldo 88’ Figo |

| Barcellona 17 aprile 1997 34ª giornata | Espanyol           | 0 – 0 referto | Atlético Madrid | Sarriá (17 000 spett.)\| Arbitro: \| Andradas Asurmendi \| |
| Arbitro:                               | Andradas Asurmendi |               |                 |                                                            |

| Arbitro: | Carmona Méndez |

|                                |           |             |
| Aguilera 21’, 86’ Caminero 85’ | Marcatori | 89’ Quevedo |

| Arbitro: | Mejuto González |

|            |           |              |
| Merino 14’ | Marcatori | 34’ Caminero |

| Arbitro: | Díaz Vega |

|                             |           |               |
| Karanka 13’ (aut.) Kiko 73’ | Marcatori | 30’ C. García |

| Arbitro: | Brito Arceo |

|                |           |                |
| Craioveanu 74’ | Marcatori | 83’ Roberto F. |

| Arbitro: | Rodríguez Martel |

|             |           |             |
| Simeone 50’ | Marcatori | 20’ P. José |

| Arbitro: | Llonch Andreu |

|                           |           |                                      |
| Morientes 49’ Higuera 74’ | Marcatori | 24’ Esnáider 28’ Pantić 65’ Caminero |

| Arbitro: | Barrenechea Montero |

|                                   |           |              |
| Raúl 39’ Hierro 43’ Mijatovic 55’ | Marcatori | 64’ Esnáider |

| Arbitro: | Losantos Omar |

|  |           |                                     |
|  | Marcatori | 2’ Felipe 50’ Juanele 68’ V. Dorado |

### Coppa del Re
| Arbitro: | Carmona Méndez |

|                  |           |  |
| Toni 8’ Kiko 90’ | Marcatori |  |

| Arbitro: | Losantos Omar |

|                       |           |                               |
| Penev 17’ (rig.), 45’ | Marcatori | 6’ López 10’ Kiko 19’ Biagini |

| Arbitro: | Mejuto González |

|                       |           |                       |
| Caminero 19’ Kiko 72’ | Marcatori | 43’ (rig.), 64’ Pizzi |

| Arbitro: | Gracia Redondo |

|                                          |           |                                 |
| Ronaldo 47’, 51’, 72’ Figo 67’ Pizzi 81’ | Marcatori | 8’, 28’, 31’ (rig.), 52’ Pantić |

### Champions League

#### Fase a gironi
| Arbitro: | Nielsen |

|                                    |           |  |
| Esnáider 33’, 45’ Simeone 64’, 84’ | Marcatori |  |

| Arbitro: | Frisk |

|           |           |                                      |
| Citko 45’ | Marcatori | 25’ Pantić 32’, 58’ Simeone 60’ Kiko |

| Arbitro: | Piraux |

|  |           |            |
|  | Marcatori | 51’ Reuter |

| Arbitro: | Vágner |

|              |           |                           |
| Herrlich 17’ | Marcatori | 37’ Fresnedoso 42’ Pantić |

| Arbitro: | Meier |

|          |           |            |
| Ilie 46’ | Marcatori | 24’ Pantić |

| Arbitro: | Krondl |

|            |           |  |
| Pantić 83’ | Marcatori |  |

#### Fase a eliminazione diretta
| Arbitro: | Merk |

|              |           |             |
| Kluivert 53’ | Marcatori | 8’ Esnáider |

| Arbitro: | Muhmenthaler |

|                             |           |                                      |
| Kiko 29’ Pantić 105’ (rig.) | Marcatori | 49’ de Boer 100’ Dani 119’ Babangida |

### Supercoppa di Spagna
| Arbitro: | Fernández Marín |

|                                                       |           |                                |
| Ronaldo 5’, 89’ Giovanni 31’ Pizzi 73’ de la Peña 75’ | Marcatori | 37’ Esnáider 57’ (rig.) Pantić |

| Arbitro: | Ansuátegui Roca |

|                                   |           |              |
| López 32’ Esnáider 64’ Pantić 76’ | Marcatori | 58’ Stoičkov |

## Statistiche

### Statistiche di squadra
| Competizione          | Punti | In casa | In casa | In casa | In casa | In casa | In casa | In trasferta | In trasferta | In trasferta | In trasferta | In trasferta | In trasferta | Totale | Totale | Totale | Totale | Totale | Totale | DR  |
| Competizione          | Punti | G       | V       | N       | P       | Gf      | Gs      | G            | V            | N            | P            | Gf           | Gs           | G      | V      | N      | P      | Gf     | Gs     | DR  |
| --------------------- | ----- | ------- | ------- | ------- | ------- | ------- | ------- | ------------ | ------------ | ------------ | ------------ | ------------ | ------------ | ------ | ------ | ------ | ------ | ------ | ------ | --- |
| Primera División      | 71    | 21      | 12      | 3       | 6       | 42      | 34      | 21           | 8            | 8            | 5            | 34           | 30           | 42     | 20     | 11     | 11     | 76     | 64     | +12 |
| Coppa del Re          | -     | 2       | 1       | 1       | 0       | 4       | 2       | 2            | 1            | 0            | 1            | 7            | 7            | 4      | 3      | 0      | 1      | 11     | 9      | +2  |
| UEFA Champions League | 13    | 4       | 2       | 0       | 2       | 7       | 4       | 4            | 2            | 2            | 0            | 8            | 4            | 8      | 2      | 2      | 0      | 15     | 8      | +7  |
| Supercopa de España   | -     | 1       | 1       | 0       | 0       | 3       | 1       | 1            | 0            | 0            | 1            | 2            | 5            | 2      | 1      | 0      | 1      | 5      | 6      | -1  |
| Totale                | 87    | 28      | 16      | 4       | 8       | 56      | 41      | 28           | 11           | 10           | 7            | 51           | 46           | 56     | 28     | 13     | 15     | 107    | 87     | +20 |